# Alpiner Skieuropacup 1980/81
Gesamt- und Disziplinenwertungen der Saison 1980/1981 des Alpinen Skieuropacups.

## Europacupwertungen

### Gesamtwertung
| Rang | Name               | Land       | Punkte |
| ---- | ------------------ | ---------- | ------ |
| 1    | Ernst Riedlsperger | Österreich | 189    |
| 2    | Peter Lüscher      | Schweiz    | 135    |
| 3    | Gustav Oehrli      | Schweiz    | 131    |

| Rang | Name                   | Land    | Punkte |
| ---- | ---------------------- | ------- | ------ |
| 1    | Diane Haight           | Kanada  | 168    |
| 2    | Brigitte Oertli        | Schweiz | 157    |
| 3    | Blanca Fernández Ochoa | Spanien | 148    |

### Abfahrt
| Rang | Name                  | Land       | Punkte |
| ---- | --------------------- | ---------- | ------ |
| 1    | Bernhard Flaschberger | Österreich | 72     |
| 2    | Gustav Oehrli         | Schweiz    | 70     |
| 3    | Ernst Riedlsperger    | Österreich | 67     |

| Rang | Name            | Land       | Punkte |
| ---- | --------------- | ---------- | ------ |
| 1    | Laure Alberti   | Italien    | 53     |
| 2    | Brigitte Oertli | Schweiz    | 48     |
| 3    | Gabriele Weber  | Österreich | 42     |

### Riesenslalom
| Rang | Name                 | Land       | Punkte |
| ---- | -------------------- | ---------- | ------ |
| 1    | Hubert Strolz        | Österreich | 96     |
| 2    | Peter Lüscher        | Schweiz    | 76     |
| 3    | Bruno Kernen         | Schweiz    | 58     |
| 3    | Karl Heinz Schnitzer | Österreich | 58     |

| Rang | Name                   | Land           | Punkte |
| ---- | ---------------------- | -------------- | ------ |
| 1    | Blanca Fernández Ochoa | Spanien        | 105    |
| 2    | Michaela Gerg          | BR Deutschland | 104    |
| 3    | Roswitha Steiner       | Österreich     | 070    |

### Slalom
| Rang | Name            | Land       | Punkte |
| ---- | --------------- | ---------- | ------ |
| 1    | Lars Halvarsson | Schweden   | 90     |
| 2    | Daniel Fontaine | Frankreich | 80     |
| 3    | Peter Lüscher   | Schweiz    | 65     |

| Rang | Name                   | Land       | Punkte |
| ---- | ---------------------- | ---------- | ------ |
| 1    | Dorota Tlałka          | Polen      | 75     |
| 2    | Rosi Aschenwald        | Österreich | 72     |
| 3    | Blanca Fernández Ochoa | Spanien    | 64     |